# Csentőfa
Csentőfa (szlovákul Čentovo) Gelle településrésze, 1940-ig önálló falu Szlovákiában a Nagyszombati kerületben a Dunaszerdahelyi járásban. 2011-ben 62 lakosa volt.

## Fekvése
Dunaszerdahelytől 11 km-re nyugatra fekszik. 1940-ben előbb Cséfalvához, majd vele együtt Gelléhez csatolták.

## Története
Vályi András szerint "CSENTŐFA. Magyar falu Poson Vármegyében a’ Csalóközben, földes Ura Gróf Pálfy Uraság, Fő Ispánysághoz tartozik, lakosai katolikusok, fekszik Csefalva mellett, Vajkátol fél mértföldnyire, határja meglehetős termékenységű, de tsak egy nyomásbéli, tiszta búzát, és rozsot terem, réttye, erdője, ’s legelője is szűken, piatza Samarján, harmadik Osztálybéli."
Fényes Elek szerint "Csentőfa, magyar falu, Pozson vgyében, Egyház-Gelle filial, 54 kath. lak. F. u. a Pálffy seniorátus. Ut. p. Somorja."
1910-ben 63, túlnyomórészt magyar lakosa volt. A trianoni békeszerződésig Pozsony vármegye Dunaszerdahelyi járásához tartozott.